# Comuna Tiutiunnîțea, Koriukivka
Tiutiunnîțea (în ucraineană Тютюнниця) este o comună în raionul Koriukivka, regiunea Cernihiv, Ucraina, formată din satele Kostiucikî, Kuhukî, Sahutivka, Samsonivka și Tiutiunnîțea (reședința).

## Demografie
Componența lingvistică a comunei Tiutiunnîțea
     Ucraineană (97,98%)
     Rusă (1,68%)
     Alte limbi (0,22%)
Conform recensământului din 2001, majoritatea populației comunei Tiutiunnîțea era vorbitoare de ucraineană (97,98%), existând în minoritate și vorbitori de rusă (1,68%).